# Кримськотатарська література
Кримськотатарська література — національна література кримських татар. Перші літературні твори датують XIII століттям (часи Золотої орди), а Золота доба припала на період Кримського ханства. Нова література почалася наприкінці XIX століття.

## Історія

### Середньовіччя
Сходознавець Бекір Чобан-заде у 1928 році виділив у середньовічній кримськотатарській літературі три течії: палацова література (divan edebiyati), духовна література (tasavvuf edebiyati) та народна література (halqed ebiyati).
Одним із перших літературних творів Криму була поема «Юсуф і Зулейха» написана Махмудом Киримли в XIII ст. Визначними літераторами Криму були: Алі (…–1232), Махмуд (XIII—XIV ст.), Мевляна Реджеб бін Ібрагім (…–1386), Мевляна Шерефеддін бін Кемаль (…–1438) та Кемаль Уммі (…–1475).
У період Золотої орди (XIII–перша половина XV ст.) з прийняттям кримськими татарами ісламу виникла палацова поезія, чиє формування більш-менш завершилося в ранній період розвитку Кримського ханства.
В цей же час з'явилися філософські праці Дії ад-Діна, Рукна ад-Діна, Шарафа ад-Діна.

### Класичний період
Кримськотатарська література періоду розквіту Кримського ханства була палацовою літературою (saray edebiyatı), відомою також як «література дивана», тобто світська література. Її авторами були хани та аристократи. Всі письмові пам'ятки цього періоду написано арабською графікою. Література була передовсім представлена поезією, серед відомих поетів були: Абдул-Меджид Ефенді, Усеїн Кефевій, Менґлі I Ґерай, Бора Гази, Раммель Ходжа, Ашик Умер, Мустафа Джевхерій, Лейля Бикеч, Ашик Ариф, Джанмухаммед, Едип Ефенди. Була також в ханському дворі поетеса Хан-заде-ханум, яка була дружиною хана Бахадира I Ґерая.
В XV—XVII ст. складалися антології з творів кримських поетів.
Тогочасна література рясніла іншомовною лексикою, і передусім арабськими та іранськими запозиченнями. Використанню тюркської лексики заважала система віршування — аруз, в основі якої лежало поділ голосних на довгі і короткі. У кримськотатарській мові такого поділу голосних немає. Саме це зумовило настільки часте звернення поетів до арабської і перської лексики. Внаслідок цього виникла мова, доступна лише тим, хто володів перською та арабською мовами.
Паралельно народною кримською мовою виникали героїчні твори (Çorabatır — Богатир Чора, Kör oğlu — Син сліпого), громадсько-побутові твори (Tair ve Zore — Таїр і Зоре), казки (про чарівних тварин), народні пісні (весільні, ліричні, жартівливі, солдатські), легенди, прислів'я, приказки, загадки тощо. Мова цих творів містить мало іншомовних запозичень.
Інші відомі твори цього періоду: «Про похід Ісляма-Ґірея на Польщу» Джан-Мухаммеда, «Ассеб-ус-Сейяра» (Семеро планет щодо звісток про історію татар) Сеїда Мухаммеда Ризи, «Ель Мугум-уль-бурхані» (Океан доказів), численні ханські ярлики. Прозаїчні твори класичного періоду — це історичні праці такі як «Рожевий квітник ханів» Халім-Гірея та «Підпора літописей та історичних звісток» Абдульгаффара Кримського. Відомі автори філософських праць: Ібрагім бін Хакк аль-Киримі, Абу ль-Бак аль-Кафауві, Мухаммад аль-Кафауві, Абу ль-Файд аль-Кафауві, Селім Діване Киримли, Хамід Киримі, Абд аль-Бакі аль-Хіджабі, Абд Аллаг аль-Кафауві, Ахмад бін Хасан аль-Кафауві, Кутб ад-Дін аль-Киримі.
Після завоювання Росією літературне життя Криму зупинилося оскільки кримські хани були головними меценатами поезії.

### Новий період
Ключовою постаттю кінця ХІХ — початку XX ст. був Ісмаїл Гаспринський, який заклав основи оповідання та роману в кримськотатарській літературі. Гаспринський видавав газету «Терджиман», у якій з'являлися твори нових кримськотатарських літераторів.
У XX столітті Ешреф Шем'ї-заде докладав зусиль до створення новітньої кримськотатарської поезії. Серед визначних поетів також: Бекір Чобан-заде, Абдулла Дерменджи, Шевкі Бекторе, Абдулла Лятіф-заде, Амді Гірайбай. Першу драму кримськотатарською мовою «Оладжага чаре алмаз» (Чому бути, того не уникнути) написав Абдулла Озенбашли в 1901 р. В 1906 р. в Бахчисараї під керівництвом Джеляля Меінова був заснований літературний гурток «Учкун» (Іскра).
На розвиток кримськотатарської літератури радянського післявоєнного періоду сильно вплинув факт депортації кримських татар в Узбекистан. Таким чином було перервано літературну традицію. Сам факт існування кримськотатарської літератури і найважливіших її авторів замовчувався в СРСР до 1970-х років.
У 1970-1980-х роках зазнала розвитку проза, зокрема у таких авторів, як Айдер Осман, Уріє Едемова, Ервін Умеров, Еміль Аміт та Рустем Муедін. Класик радянського періоду Шаміль Алядін.
Відомий кримськотатарський автор Дженгіз Дагджи писав всі свої твори турецькою мовою.
До опозиційних поетів належали Ленур Ібраїмов, Юрій Османов, Сейтумер Емин, Ескендер Фазил. Політичну лірику писав Ідріс Асанін.
Відомі драматурги: Умер Іпчі, Юсуф Болат, Кемал Конгуратли.

## Сучасна література
Для сучасної кримськотатарської прози характерна традиційність культури ісламу (суфізм, етика Корану). Поетом, якого можна вважати суто мусульманським, є Хан-Темір (Тімур Кантеміров). Вплив європейського постмодернізму та авангарду обмежений і трапляється у таких авторів, як Таїр Халілов і Гульнара Усеїнова.
Сучасні кримськотатарські поети: Шакір Селім, Юнус Кандим, Певат Зети, Сейран Сулейман.
До сучасних кримськотатарських прозаїків належать: Ервін Умеров, Таїр Халілов, Гульнара Усеїнова, Шевкет Рамазанов, Лейля Алядінова, Юсуф Болат, Рустем Муедин, Еміль Аміт.
Автори літератури для дітей: Сейран Усеїнов, Айше Кокієва, Наджиє Аметова, Емине Усеїнова, Субіє Налбандова, Ал'яна Османова, Нузет Умеров, Зарема Хайрединова.
Існує Союз кримськотатарських письменників. Художні твори виходять у літературному журналі «Їлдиз».
Премії за твори написані кримськотатарською мовою:
- Премія імені Ісмаїла Гаспринського
- Премія імені Ешрефа Шем'ї-заде
- Міжнародна премія ім. Бекіра Чобан-заде
- Літературний конкурс Ахмеда Іхсана Киримли

## Переклади

### Українською
Активним перекладачем з кримськотатарської мови на українську був Микола Мірошниченко, який брав участь у перекладі антологій «Окрушина сонця», «Молитва ластівок», «Брама Сходу». Він переклав зокрема твори таких авторів, як Сайфі Сараї, Мевля К'аді Мухсін, Менлі Герай хан, Афіфеддін Абдулла Афіфій, Сеід Муса Кефевій, Абдуль-Азіз Ізій, Лейля Бікеч, Ашик Умер, Мустафа Рахімій, Юнус Темирк'ая, Юнус Кандим, Шер'ян Алі.
- «На нашій, не своїй землі»: антологія різномовної поезії України. Кн. 1-2 / упоряд. А. К. Мойсієнко. — К.: Головна редакція мовами нацменшин України, 1995. (Переклад віршів Ш. Сейма, Ю. Кандима, А. Велієва, Ю. Теміркая, А. Кокій та ін.): Кн. 1 : Білоруська, гагаузька, грецька, грузинська, єврейська, кримськотатарська, литовська, німецька. — [Б. м.]: [б.в.], 1995. — 413 с. — ISBN 5-7707-5982-8
- Жовта мить: вірші [54] / Ю. Кандим ; пер. та передм. «Промінь справедливості не знає тіні» [15 с.] М. Мірошниченко. — К. : Голов. спеціаліз. ред. літ. мовами нац. меншин України, 1997. — 157 с. — Текст парал.: кримськотатар., укр. — ISBN 966-522-095-0
- Умеров Н. До побачення, школо!: Вірш: Пер. з кримськотатар. Ольги Тимохіної // Кримська світлиця. — 2000. — 23 черв.
- Кандим Ю. Чому ж мовчиш? Буря. Жаль. Перекрути [Вірші] / Переклав В. Гуменюк // Доля. — 2000. — № 1 (12). — С. 12.
- Світло над дорогою: поезії / Ю. Теміркая ; пер. на укр. М. М. Мірошниченко [та ін.]. — Київ: Голов. спеціаліз. ред. літ. мовами нац.х меншин України, 2001. — 94 с. — (Багатомовна поезія України). — ISBN 966-522-102-7
- Велієв А. Для них ще не закінчилась війна…: Вірш: Пер. з кримськотатар. Ольги Тимохіної // Кримська світлиця. — 2001. — 16 лют.
- Велієв А. Трамвай: Вірш. Пер. з кримськотат. О. Тимохіна // Єралаш Таврійський. — № 7 — С. 18.
- Умеров Н. Амет і черепиця; Сірники: Вірші: Пер. з кримськотатар. О. Тимохіна // Настенька. — 2002. — № 48.
- Умеров Н. Ведмідь-гора: Вірш: Пер. з кримськотатар. О. Тимохіна // Дивосвіт. — 2003. — № 2.- 2-га с. обкл.
- Умеров Н. Хамса: Вірш: Пер. з кримськотатар. О. Тимохіна // Дивосвіт. — 2003. — № 4. — 2-га с. обкл.
- Окрушина сонця: антологія кримськотатарської поезії XIII—XX століть / упоряд. М. М. Мірошниченко, Ю. У. Кандим ; вступ. ст. М. М. Мірошниченко. — К. : Головна спеціалізована редакція літератури мовами національних меншин України, 2003. — 792 с. — (Джерела духовності). — ISBN 966-522-053-5 (про антологію)
- Алтын ярыкъ — Золоте сяйво: поема // Абібулла Одабаш ; пер. Віктора Гуменюка / Окрушина сонця — Кунештен бир парча: Антологія кримськотатарської поезії ХІІІ–ХХ століть. — К. : Гол. спеціаліз. ред. літ. мовами нац. меншин України, 2003. — 792 с.
- У твоїх очах я зорі бачив: поезії / Сейран Сулейман ; Державний комітет України у справах сім'ї та молоді, Національна спілка письменників України. — К. : Гопак, 2003. — 40 с. — (Міжнародний конкурс «Гранослов»). — ISBN 966-8187-12-1
- Криниця з розбитим свічадом: поезії / Таїр Керім ; Державний комітет України у справах сім'ї та молоді, Національна спілка письменників України. — К. : Гопак, 2003. — 40 с. — (Міжнародний конкурс «Гранослов»). — ISBN 966-8187-11-3
- Велієв А. Мій кіт: Вірш: Пер. з кримськотатар. О. Тимохіна // Крим. світлиця.- 2004. — 10 верес.
- Умеров Н. Телятко: Вірш: Пер. з кримськотатар. О. Тимохіна // Настенька. — 2004. — № 3-4.
- Умеров Н. Шахтар. Годинник нашого півня. Ведмедиця: Вірші: Пер. з кримськотат. О. Тимохіна // Настенька. — № 39 (415). — 2006. — Сентябрь. — Стр. 7.
- Умеров Н. Жолудь. Дельфін.: Вірші: Пер. з кримськотатар. О. Тимохіна // Настенька. — № 40 (416). — 2006. — Октябрь.
- Чергеєв А. Метелик: Вірш: Пер. з кримськотат. О. Тимохіна // Литер. Детский мир. — 2006. — № 2(4).
- Моя Батьківщина: вірші і казки: Для дітей мол. і серед. шк. віку / Н. Умеров ; Пер. з кримськотат. О. Тимохіна. — Сімферополь: Доля, 2006. — 128 с. : портр. — ISBN 966-7980-30-8
- Між двох світів іду — Эки дюнья арасында: лірика / Шер'ян Алі ; [вступ. ст. М. Мірошниченко]. — К. : Етнос, 2007. — 287 с. : іл. — (Багатомовна поезія України). — Кримськотатарською та укр. мовами. — ISBN 966-522-179-5
- Батьківщино, здрастуй! : вірші та народні пісні: пер. з крим. тат. / ред. В. Басиров, пер. Д. Кононенко. — Сімферополь: Доля, 2008. — 120 с. (Читати онлайн)
- Серцем прикрита земля = Юрекнен къаплангъан ер: поезії / Юнус Кандим ; [пер. укр. мовою М. Мірошниченка]. — К. : Етнос, 2008. — 235, [1] с. : іл., портр. ; 21 см. — (Багатомовна поезія України). — Текст парал.: кримськотатар., укр. — Бібліогр. в підрядк. прим. — Зміст: із зб.: Жовта мить ; Нитка життя ; поеми: Ліси шумлять ; На берегах Хозару. — ISBN 966-522-225-2 (у паліт.).
- На світловидноті: авторська антологія перекладача / упоряд. Л. Мірошниченко ; передм. С. Борщевський. — Київ: Етнос, 2009. — 400 с. — (Джерело духовності). — ISBN 966-522-280-5 (Містить, зокрема, поезію Айше Кокієвої[11])
- Номан Челебіджихан. Вибрані вірші: Жовтий тюльпан; «Ох, татарські юнаки…»; Я поклявся; В'язниця; Нещасливий перехожий; Метелик; «Прощавай, татарський світе…»; Привіт од лиса / Автори перекладів В. Чернишенко, Г. Михайловська та М. Карповий (підрядники: М. Абдулганієва та О. Дерім) // Всесвіт. — 2014. — № 5-6.[12][13]
- В судацькі ліси: [поезія] / Аблязіз Велієв ; пер. з кримськотат. Данило Кононенко // Дніпро: популярний літературно-художній журнал. — 2016. — № 10-12. — С. 13.
- Ешиль япракъ арасында къырмызы гуль… — В зелен-листі червона троянда… Кримськотатарська народна пісня кохання: поет. тексти / упоряд., авт. вступ. ст. Ольга Гуменюк ; пер. з кримськотатар. Віктор Гуменюк ; НАН України, Ін-т мистецтвознавства, фольклористики та етнології ім. М. Т. Рильського. — Київ: Ін-т мистецтвознавства, фольклористики та етнології ім. М. Т. Рильського НАН України, 2018. — 319 с. — Текст кримськотатар. та укр. — 300 прим. — ISBN 978-966-02-8509-5
- Сучасна кримськотатарська поезія: [збірник] / [Аліє Кендже-Алі, Сеяре Кокче, Майє Сафет] ; пер. Галини Литовченко. — Вінниця: Твори, 2019. — 75 с. : фот. — ISBN 978-966-949-190-9[14]
- Подарунок дітям: вірші для дітей / Авт. проєкту Ельмаз Бахшиш ; пер. з кримськотат. Інни Доленник. — Львів, 2020.
- Веселі вірші й сумні оповідання / Авт. проєкту Ельмаз Бахшиш ; пер. з кримськотат. Інни Доленник. — Київ: Майстер книг, 2021.[15]
- Мавылыкъ. Блакить: сучасна кримськотатарська література. — Київ: Стилос, 2021. — 287 с. (Про видання)
- Мій друг Руслан: оповідання і казки = Меним достум Руслан: икяелер ве масаллар / Н. Умеров ; пер. Д. Кононенко. — Сімферополь: Сонат, 2000. — 208 с. : ілюст. — ISBN 966-7347-50-8
- Самотній пілігрим: сучасна кримськотатарська проза / упоряд., укр. пер., передм. В. Даниленко. — К. : Видавець В.Даниленко, 2003. — 419 с. — ISBN 966-8448-00-6 (про видання): Зміст:

Болат, Юсуф. Ураган і отара овець: Алядін, Шаміль. Запрошення на бенкет диявола: Роман: Муедин, Рустем. Дорога у вирій: Аміт, Еміль. Коли зацвітає урюк: Умеров, Ервін. Самотність: Чорні ешелони: Халілов, Таїр. До останнього подиху: Рамазанов, Шевкет. Горіховий гай: Алядінова, Лейла. Тюркан — донька великого кагана: Усеїнова, Гульнара. Айше
- Брама Сходу: золоті сторінки кримськотатарської поезії у перекладі Миколи Мірошніченка з дод. статей про її творців / пер. М. Мірошніченко. — К. : Головна спеціалізована редакція літератури мовами національних меншин України, 2004. — 192 с.: іл. — ISBN 966-522-128-0
- Молитва ластівок: [в 2 кн.]: антол. кримськотатар. прози XIV–ХХ ст. / упоряд. М. М. Мірошниченко, Ю. У. Кандим. — Київ: Етнос, 2005—2006. — (Джерела духовності).

Кн. 1. — 2005. — 600 с.
Кн. 2. — 2006. — 896 с. : іл., фот.
- Яблуко; Айше: оповідання / Гульнара Усеїнова; пер. Володимир Даниленко, Лідія Любимова. — Кур'єр Кривбасу. — 2005. — Березень. — № 184. — С. 21-36.
- Біля отчого порога: оповідання / Сейран Сулейман ; пер. Данила Кононенка. — Кримська світлиця. — № 20 (1749). — 17 травня 2013 р. — С. 8.
- Диктант: оповідання / Нузет Умеров ; переклав укр. Данило Кононенко // Кримська світлиця. — 2014. — 24 жовт. (No 43). — С. 13.
- Кримський інжир = Qirim inciri: антологія / Уклад. Алім Алієв, Анастасія Левкова; Вступ. сл. Алім Алієв.– Львів: Вид-во Старого Лева, 2019.– 423 с.– 1000 пр.– ISBN 978-617-679-693-0.
- Кримський інжир. Демірджі = Qirim inciri. Demirci: [антологія] / [уклад.: А. Алієв, А. Левкова ; передм.: А. Алієв, Н. Джелял]. — Львів: Вид-во Старого Лева, 2020. — 414, [1] с. — Текст укр., крим.-татар. — 1000 прим. — ISBN 978-617-679-819-4[16]
- Кримський інжир. Чаїр = Qirim inciri. Çayir: [антологія] / [уклад.: Алім Алієв, Анастасія Левкова]. — Львів: Старого Лева, 2021. — 630, [1] с. — Текст укр., крим.-татар. — 1000 прим. — Зі змісту: переклади Інеси Доленник: Ельмаз Юнусова. Гіркі спомини; Таїр Халілов. Украдена Батьківщина; Сєяре Кокче. Потяги везли вдалину од Вітчизни, щастя і дому; переклад Тимура Куртумерова і Емінє Османової: Умер Іпчі. Повія; переклад Валерія Демиденка: Шер'ян Алі. Блакить; Емінє Усеїн. Тільки не прощайся зі мною. — ISBN 978-617-679-950-4
- І народився день: збірка / Ісмаїл Гаспринський, Номан Челебіджіхан, Осман Акчокракли, Асан Сабрі Айвазов, Дженгіз Дагджи, Юсуф Болат, Шаміль Алядін, Уріє Едемова, Шевкет Рамазанов, Ервін Умеров, Таїр Халілов; пер. Майє Абдулганієва, Надія Гончаренко, Диляра Абібулаєва, Віктор Гуменюк, Данило Кононенко, Петро Коробчук, Шахсніє Дегерменджи, Таміла Сеітяг'яєва, Володимир Даниленко, Лідія Любимова. — Київ: Майстер книг, 2018. — 360 с. — (Кримськотатарська проза українською). — ISBN 9786177652013
- Мердивен: Запрошення на бенкет диявола: роман ; Я — ваш цар і бог: автобіографічна повість ; Жертви Кремля: публіцистичний нарис: [пер. з кримськотат., рос.] / Шаміль Алядін ; [упоряд.: Павло Сачек, Надія Гончаренко ; ред. Олександр Гриценко]. — Київ: Майстер книг: [К. І.С.], 2018. — 297 с. : іл., 1 арк. портр. — ISBN 978-617-684-221-7
- Мердивен: [твори] / Шаміль Алядін; пер. Таміла Сеітяг'яєва, Володимир Даниленко, Надія Гончаренко, Анна Рог. — Київ: Майстер книг, 2019. — 352 с. — (Кримськотатарська проза українською). — ISBN 9786177652174
- Алім: Роман / Юсуф Болат; пер. Таміла Сеітяг'яєва. — Київ: Майстер книг, 2019. — 180 с. — (Кримськотатарська проза українською). — ISBN 9786177652099
- Молла Аббас: твори / Ісмаїл Гаспринський. — Київ: Майстер книг, 2021. — 256 с. — (Кримськотатарська проза українською).
- Легенди Криму / авт. передм. М. Т. Рильський. — 4-е вид., доп. — Сімферополь: Кримвидав, 1963. — 263 с.
- Сівач перлів: крим.-татар. нар. казка: для мол. шк. віку / пер. с крим.-тат. С. Тельнюк; худож. С. Кім. — К. : Веселка, 1990. — 16 с.
- Мудра Джиранча: кримськотатарські казки: для мол. шк. віку / пер з кримськотат. С.Тельнюк. — К. : Веселка, 1991. — 47 с. — ISBN 5-301-0088-7-0. (Читати онлайн)
- Бешсалкъым бей: къырымтатар масаллар — П'ять грон винограду: Кримськотатарські народні казки / Упорядники Аблязіз Велієв, Нузет Умеров. Художник О. Іванченко. Перекладач Д. Кононенко. — Сімферополь: Доля, 2004. — 148 с. — Українською та кримськотатарською мовами.
- Кримськотатарські народні казки та легенди / пер. укр. Д. Кононенко ; упоряд. Н. А. Умеров. — К. : Етнос, 2007. — 512 с.: іл. — Кримськотатарською та укр. мовами. — ISBN 966-522-169-8 (читати онлайн)
- Казки кримських татар: [для дітей серед. шк. віку] / упоряд. Л. Шурко, Л. Гуманенко ; худож. І. Рудь-Вольга. — К. : Грані-Т, 2009. — 104 c.: іл. — (Серія «Казки народів світу»). — ISBN 978-966-2923-56-8. — ISBN 978-966-465-205-3[17]
- Кримськотатарські казки: для дітей мол. та середнього шк. віку / упоряд. Нузет Умеров ; пер. з кримськотатар. мови Данило Кононенко ; худ. Катерина Очередько, Тетяна Очередько. — К. : УкрНДІСВД: Етнос, 2010. — 128 с. : іл. — (Серія Чарівний світ)
- Ведмідь-гора: вірші, оповідання та казки / Н. Умеров ; пер. з кримськотат. мови Д. Кононенко, О. Тимохіна; худож. К. Порфір'єва. — Сімферополь: Кримнавчпеддержвидав, 2010. — 195 с.: іл. — ISBN 978-966-354-359-8
- Бібліотека кримськотатарської літератури. Народна творчість: казки, легенди, епоси = Къырымтатар эдебияты кутюпханеси. Халкъ иджады: масаллар, эфсанелер, дестанлар / упоряд. Сабріє Кандимова, Нузет Умеров ; [пер. укр. Д. Кононенка, В. Гуменюка ; вступ. ст. О. Гуменюк]. — Львів: Світ, 2012. — 638 с. : іл. — Текст парал. кримськотатар., укр. — 3000 прим. — ISBN 978-966-603-759-9
- Казки кримських татар / упоряд. Л. Гуманенко, О. Доля ; худож. І. Заруба. — К. : Веселка, 2016. — 127 с. — (Казки народів світу). — ISBN 966-01-6005-7.
- Казки кримськотатарського народу: [для дітей мол. та серед. шк. віку] / [упоряд. і пер. Наталія Кришина ; худож. Катерина Очередько, Тетяна Очередько]. — Київ: УкрНДІСВД, 2016. — 127 с. : кольор. іл. — 2 512 прим. — ISBN 978-966-7956-37-3

### Російською
- Грезы розового сада: из средневековой крымскотатарской классической поэзии / пер. с крымскотатар. С. Дружинин ; сост., предисл. и коммент. Н. Абдульваап ; худож. З. Трасинова ; Респ. крымскотатар. б-ка им. И. Гаспринского. — Симферополь: Сонат, 1999. — 87 с. : ил. — (Бильги Чокърагъы (Источник знаний)). — Текст рус., крымскотатар. — ISBN 966-7347-19-2
- «Я никого не забуду…» / Сборник произведений крымскотатарских писателей 1913—1940 гг. — Симферополь, 2001.
- Крымскотатарская литература: сб. произведений фольклора и литературы VIII—XX вв. / сост. Л. С. Юнусова. — Симф. : Доля, 2002. — 344 с.: ил. — Библиогр.: в конце статей. — ISBN 966-7980-41-3
- Грезы любви: поэзия крым. ханов и поэтов их круга / Бахчисарайс. гос. ист.-культур. заповедник, О-во им. Саади ; сост., коммент. и послесл. Наримана Абдульваапа ; переводы Сергея Дружинина. — Симферополь: Доля, 2003. — 71 с. — (Серия «Библиотека Ханского дворца»). — 1000 прим. — ISBN 966-8295-64-1
- Облака: стихи / Б. Чобан-заде; пер. С. Дружинин. — Симф. : [б.и.], 2003. — 68 с. — (Серия «Бильги Чокърагыы» (Источник знаний)). — На рус. и крымскотат. языках. — ISBN 966-8285-55-2